# Colostygia fitzi
Colostygia fitzi is een vlinder uit de familie spanners (Geometridae). De wetenschappelijke naam is voor het eerst geldig gepubliceerd in 1914 door Schawerda.
De soort komt voor in Europa.